# Brian Clark (calciatore)
Brian Donald Clark (Bristol, 13 gennaio 1943 – Cardiff, 10 agosto 2010) è stato un calciatore inglese, di ruolo attaccante.

## Biografia
Suo padre Don era stato a sua volta un calciatore professionista (aveva giocato per 14 anni nel Bristol City, vincendo un titolo di capocannoniere della terza divisione inglese).

## Carriera
Clark esordisce tra i professionisti nel 1960, all'età di 17 anni, con il Bristol City, nella terza divisione inglese; inizia a giocare stabilmente da titolare nel 1962, mantenendo il posto in squadra fino all'ottobre del 1966 e contribuendo alla conquista di una promozione in seconda divisione al termine della stagione 1964-1965. Il suo club successivo, dopo 195 presenze e 83 reti in incontri di campionato con i Robins, è l'Huddersfield Town, a cui passa in uno scambio con John Quigley e dove rimane fino al termine della stagione 1967-1968 segnando in totale 11 reti in 32 presenze in seconda divisione con i Terriers.
Nell'estate del 1968 viene acquistato per 8 000 sterline da Jimmy Scoular, allenatore dei gallesi del Cardiff City, militanti nella seconda divisione inglese; rimane ai Ninians per quattro stagioni consecutive, durante le quali vince per tre volte la Coppa del Galles (l'unica stagione in cui tra il 1968 ed il 1972 non conquista tale trofeo è la 1970-1971, in cui peraltro è finalista perdente) e segna in totale 75 reti in 182 partite di campionato. Prende inoltre parte a quattro edizioni consecutive della Coppa delle Coppe: gioca 2 partite senza mai segnare nella Coppa delle Coppe 1968-1969, segna 2 gol in 4 partite nella Coppa delle Coppe 1969-1970, 4 gol in 6 partite nella Coppa delle Coppe 1970-1971 ed un gol in 2 partite nella Coppa delle Coppe 1971-1972, per un totale quindi di 14 presenze e 7 reti in carriera in questa competizione (e, più in generale, nelle competizioni UEFA per club). Nella stagione 1970-1971, in particolare, segnando il gol della vittoria casalinga per 1-0 ai danni degli spagnoli del Real Madrid nei quarti di finale della Coppa delle Coppe è protagonista di uno dei momenti più iconici nella storia del club gallese.
Nell'estate del 1972 Clark viene a sorpresa ceduto insieme al compagno di squadra Ian Gibson al Bournemouth, club di terza divisione, per 100 000 sterline; la permanenza alle Cherries oltre che non particolarmente positiva (12 gol in 30 partite di campionato) è anche breve, visto che dopo una sola stagione l'attaccante originario di Bristol viene ceduto ai londinesi del Millwall, con cui trascorre un biennio nuovamente in seconda divisione, segnandovi 11 gol in 71 partite giocate; durante la sua permanenza nel club londinese segna un altro gol che entra nella storia del calcio inglese: il 20 gennaio 1974, infatti, realizzando la decisiva rete nell'1-0 con cui il suo club sconfigge i rivali cittadini del Fulham, realizza la prima rete di un campionato della Football League durante una domenica. Torna quindi al Cardiff City, nel frattempo retrocesso in terza divisione: pur non riuscendo a replicare le medie realizzative della sua prima esperienza gallese, con un gol in 21 partite giocate contribuisce comunque alla conquista della promozione in seconda divisione e vince per la quarta volta in carriera la Coppa del Galles; passa quindi al Newport County, club gallese militante nella quarta divisione inglese: rimane agli Exiles per tre stagioni consecutive (le sue ultime da professionsita) nelle quali mette a segno complessivamente 18 reti in 80 partite di campionato giocate. Si ritira un anno più tardi, all'età di 37 anni, dopo una stagione trascorsa con i semiprofessionisti gallesi del Maesteg Park Athletic.
In carriera ha totalizzato complessivamente 611 presenze e 217 reti nei campionati della Football League.

## Palmarès

### Club

#### Competizioni nazionali
- Coppa del Galles: 4

Cardiff City: 1968–1969, 1969–1970, 1970–1971, 1975–1976